# Прокул
Прокул је био римски узурпатор, који се подигао на цара Проба, 280. године. 
Он је вероватно имао везе са Францима, којима се обратио када је његова узурпација пропала. Живео је у Албингануму. Вукао је порекло од богатих људи, а сам је могао да наоружа 200 робова. 
Прокул је био амбициозни војник и када су становници Лугдунума затражили да поведе устанак против Проба, он је пристао. Прокул је свој устанак водио у сарадњи са Боносом, још једним узурпатором из те епохе.
Након што се вратио са похода против Сасанида у Сирији, Проб је приморао Прокула да се повуче на север. Када није успео да добије подршку од Франака, Прокул је био издат и предат Пробу, који га је убио, али је његову породицу поштедео.